# Blažejovice
Obec Blažejovice (německy Blaschejowitz) se nachází v jihovýchodní části okresu Benešov, ve Středočeském kraji asi 26 km jihovýchodně od města Vlašim. Na jih od obce teče Blažejovický potok, větší přítok Želivky. Na sever od obce se nachází kopec Blažejovický vrch s nadmořskou výškou 546 m také nazývaný jako Stráž. Žije zde 101 obyvatel. Součástí obce je i vesnice Vítonice.

## Historie

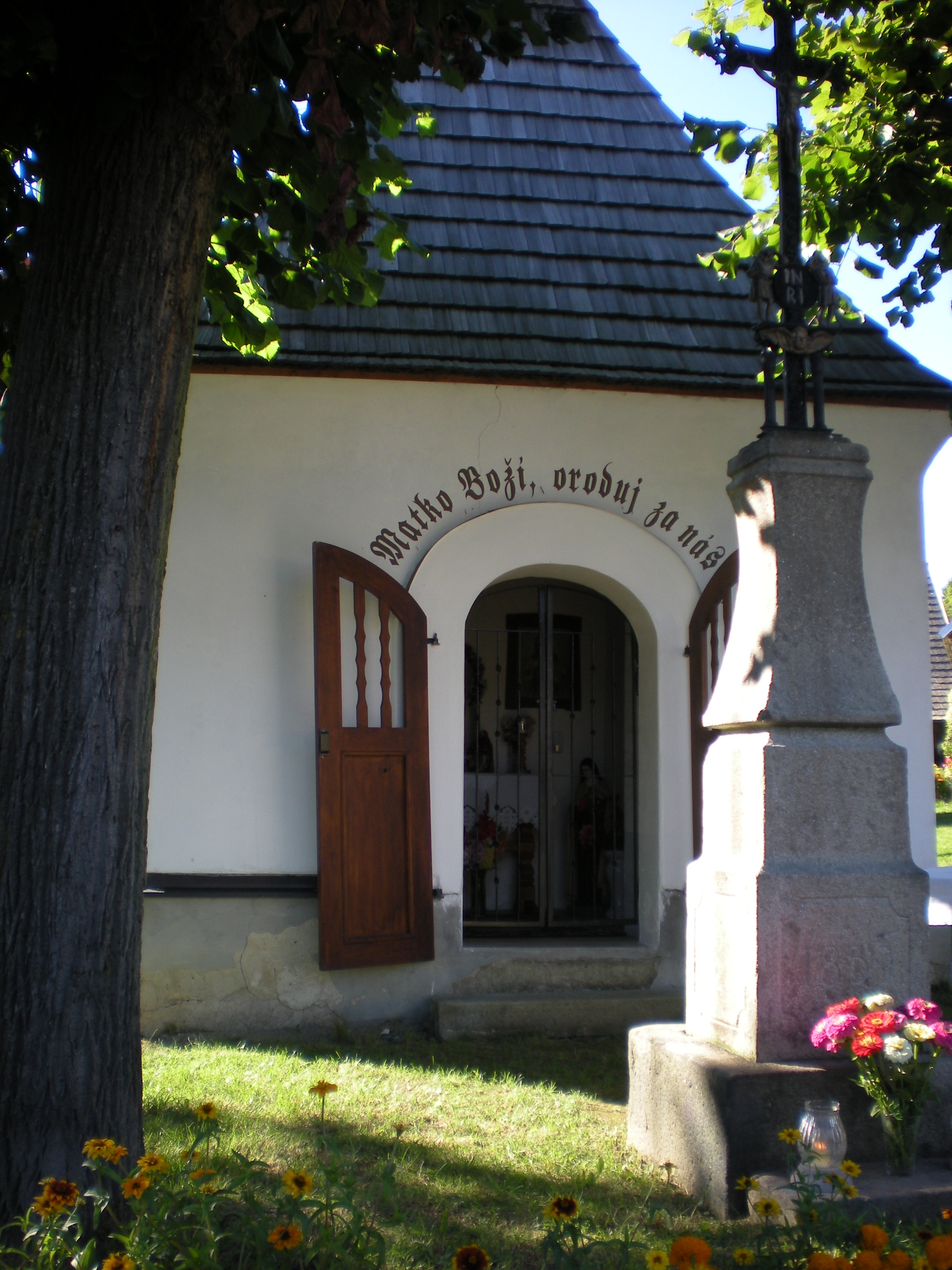
Kaplička na návsi

Od roku 1085 patřilo území v okolí Blažejovic královně Svatavě, která tento újezd na počátku 12. století věnovala kanovníkům vyšehradským. V té době začíná osidlování tohoto území. První písemná zmínka o obci pochází z roku 1354, kdy vyšehradská kapitula prodala část vsi Janu Křivsoudovskému, který zde nechal vystavět tvrz. V době husitské přišli kanovníci Vyšehradští o všechen svůj majetek v okolí Želivky a Blažejovice přešly v roce 1436 spolu s ostatními obcemi v okolí k majetku Trčků z Lípy. Koncem 17. století století se obec stává součástí Dolnokralovického panství. Po první světové válce byla část panství zkonfiskována.
Roku 1903 byla založena samostatná jednotřídní škola. V letech 1909–1910 byla postavena nová budova školy. Kvůli malému počtu žáků byla v roce 1973 škola uzavřena a její budova nyní slouží jako obecní úřad a místo k pořádání různých kulturních akcí.
Mezi památky v obci patří kaplička a zvon, který byl ulit roku 1695 a byl pojmenován Václav. Za druhé světové války byl zvon odvezen k roztavení na střelivo. K tomu však nedošlo a roku 1945 byl znovu zavěšen.
Za zmínku z novodobé historie stojí skutečnost, že v roce 2005 se v Blažejovicích natáčela část filmu Jak se krotí krokodýli.

### Územněsprávní začlenění
Dějiny územněsprávního začleňování zahrnují období od roku 1850 do současnosti. V chronologickém přehledu je uvedena územně administrativní příslušnost obce v roce, kdy ke změně došlo:
- 1850 země česká, kraj Pardubice, politický okres Ledeč, soudní okres Dolní Kralovice[4]
- 1855 země česká, kraj Čáslav, soudní okres Dolní Kralovice
- 1868 země česká, politický okres Ledeč, soudní okres Dolní Kralovice
- 1939 země česká, Oberlandrat Německý Brod, politický okres Ledeč nad Sázavou, soudní okres Dolní Kralovice[5]
- 1942 země česká, Oberlandrat Tábor, politický okres Ledeč nad Sázavou, soudní okres Dolní Kralovice[6]
- 1945 země česká, správní okres Ledeč nad Sázavou, soudní okres Dolní Kralovice[7]
- 1949 Jihlavský kraj, okres Ledeč nad Sázavou[8]
- 1960 Východočeský kraj, okres Havlíčkův Brod
- 1967 Středočeský kraj, okres Benešov[9]
- 2003 Středočeský kraj, okres Benešov, obec s rozšířenou působností Vlašim

## Kultura
V obci se každoročně koná jeden z koncertů hudebního festivalu vážné hudby Podblanický hudební podzim. Každý rok rovněž bývá pořádán Masopustní průvod. Obec má vlastní sbor dobrovolných hasičů, který byl založen roku 1971.

## Ocenění
Obec získala celkem dvě ocenění v soutěži Vesnice roku ve Středočeském kraji v letech 2003 a 2008. V roce 2003 to byla modrá stuha za společenský život a v roce 2008 byla obci udělena zelená stuha za péči o zeleň a životní prostředí.

## Doprava
Dopravní síť
- Pozemní komunikace – Do obce vedou silnice III. třídy.

- Železnice – Železniční trať ani stanice na území obce nejsou.

Veřejná doprava 2012
- Autobusová doprava – V obci měly zastávky autobusové linky jedoucí např. do těchto cílů: Dolní Kralovice, Praha, Trhový Štěpánov, Vlašim, Zruč nad Sázavou.

## Turistika
- Cyklistika – Území obce prochází cyklotrasa č. 0084 Dolní Kralovice - Šetějovice - Blažejovice - Hořice - Čechtice.
- Pěší turistika – Obcí vede turistická trasa  Snět - Blažejovice - Keblov - Trhový Štěpánov.

## Galerie

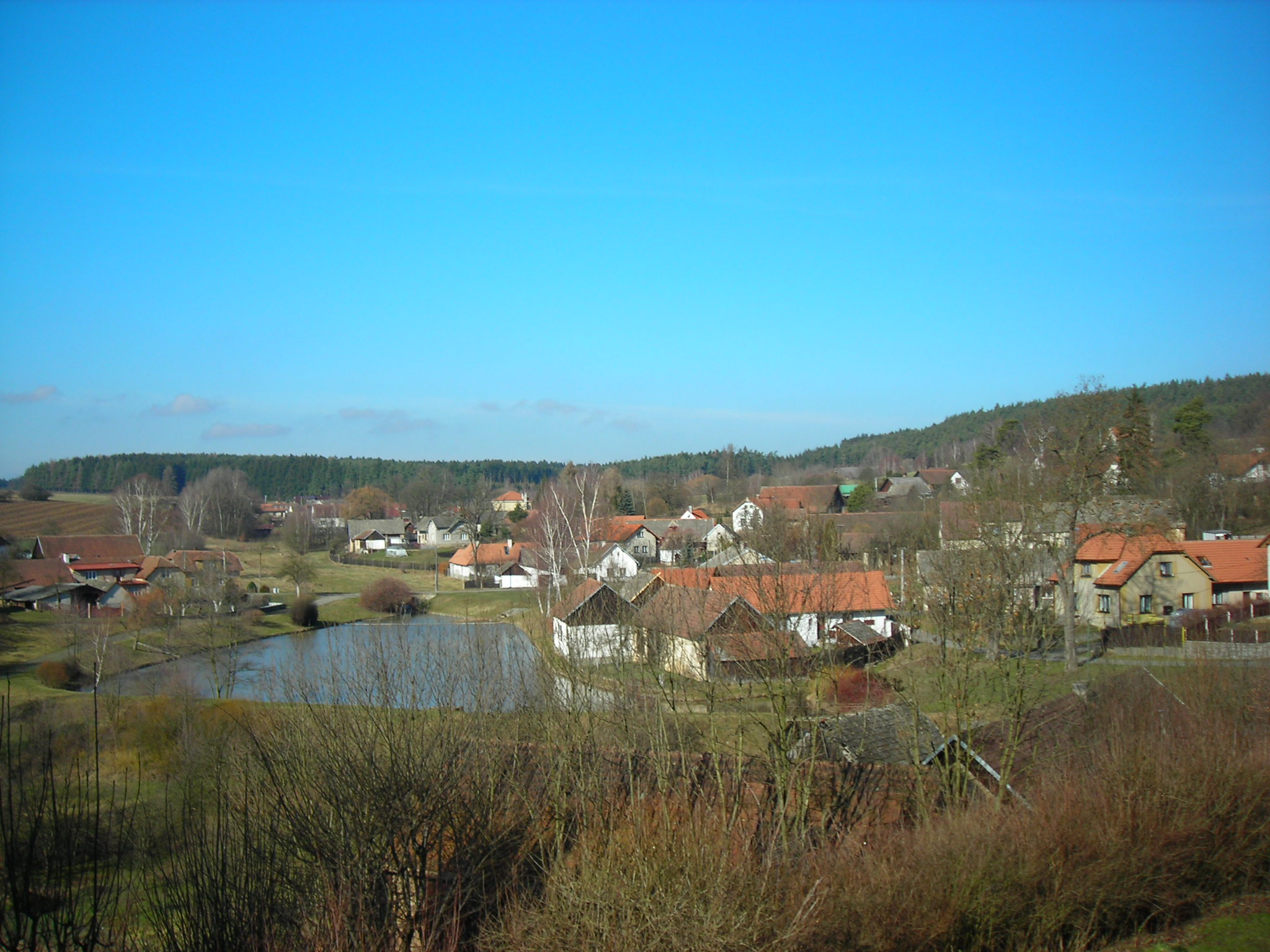
Pohled na obec od budovy bývalé školy
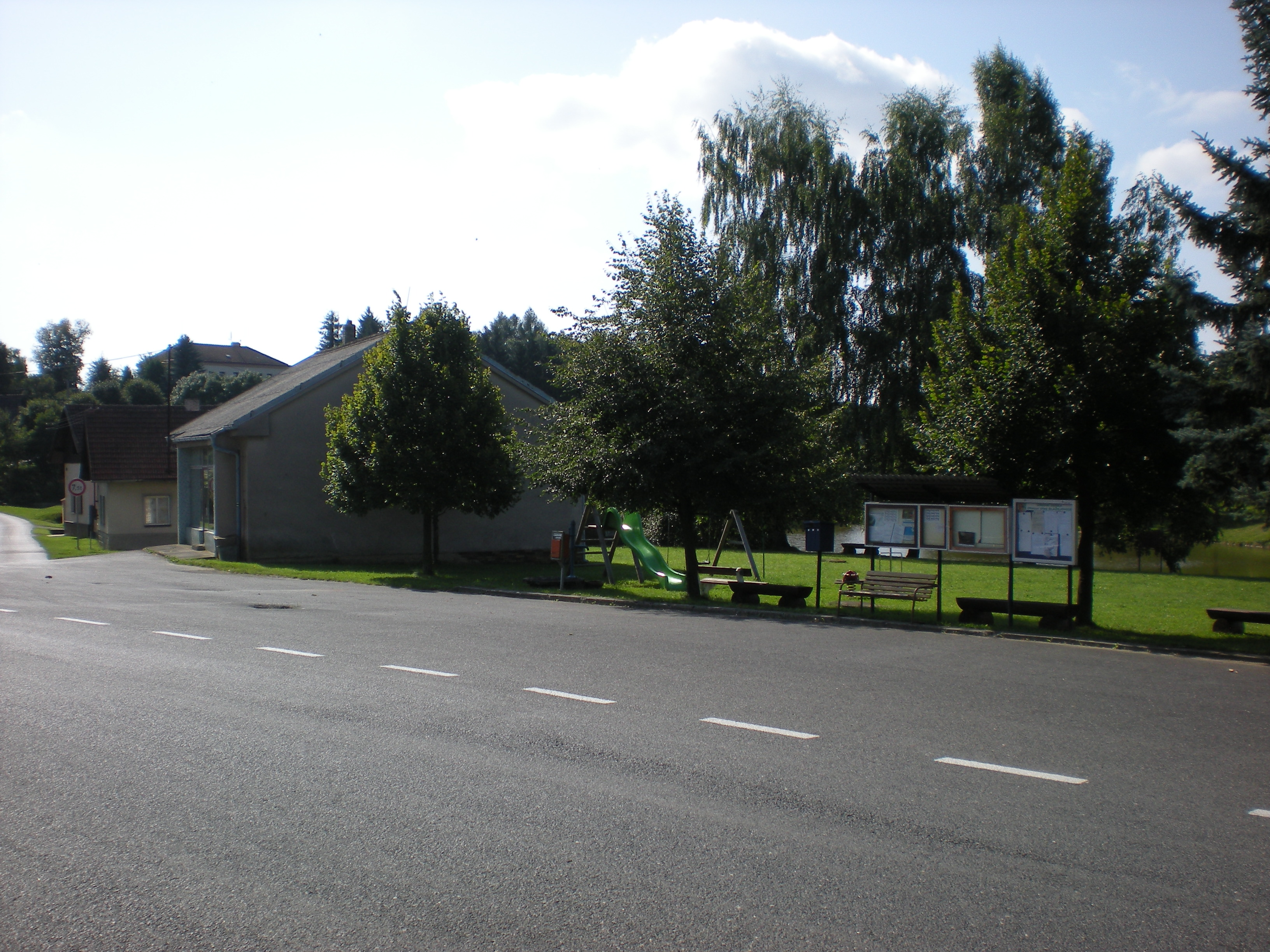
Náves
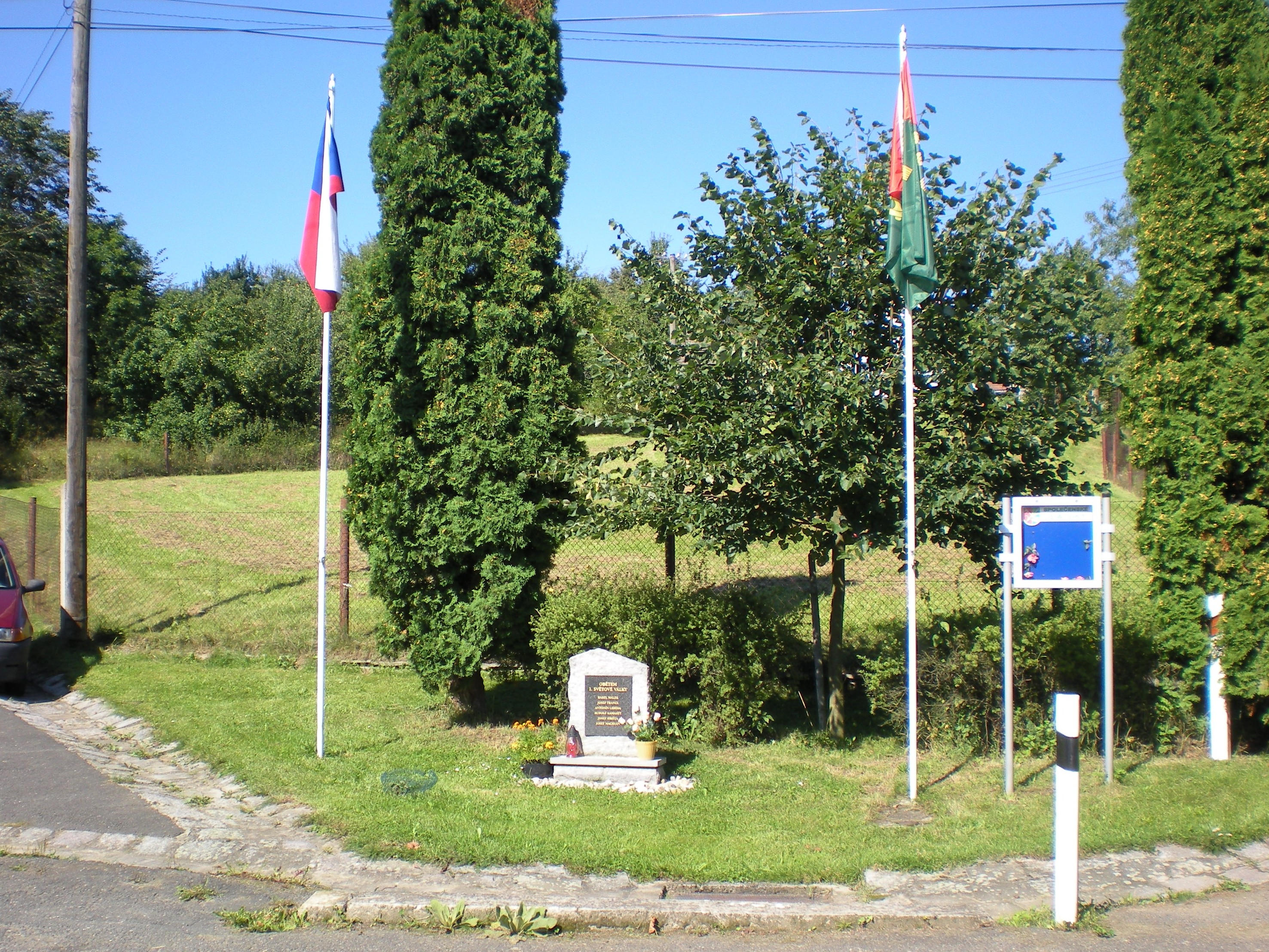
Pomník obětem první světové války
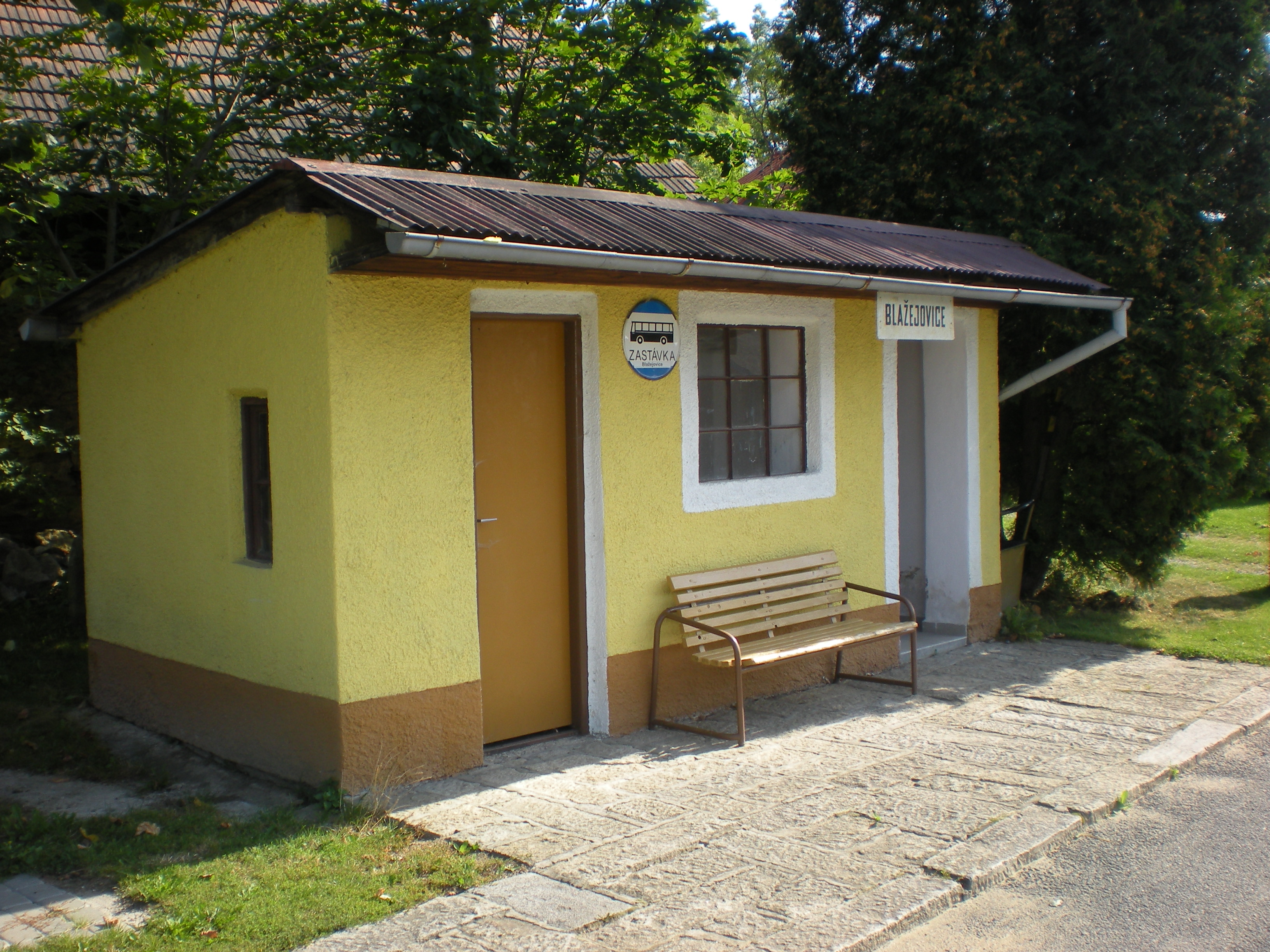
Autobusová zastávka